# Rivière Boullé
Pour les articles homonymes, voir Boullé.
La rivière Boullé est un affluent de la rivière du Milieu, coulant du côté ouest de la rivière Saint-Maurice, dans la municipalité régionale de comté (MRC) de Matawinie, dans la région administrative de la Lanaudière, au Québec, au Canada. Le cours de la rivière traverse les territoires non organisés de :
- Baie-de-la-Bouteille : cantons de Boullé, de Légaré ;
- Lac-Matawin : cantons de Charland.

La rivière Boullé fait partie du bassin versant de la rivière du Milieu (Lanaudière), du Réservoir Taureau et de la rivière Matawin ; cette dernière coule généralement vers l'est pour se déverser sur la rive est de la rivière Saint-Maurice, laquelle se déverse à son tour à Trois-Rivières sur la rive nord du fleuve Saint-Laurent.
L’activité économique du bassin versant de la rivière Boullé s’avère la foresterie et les activités récréotouristiques. Le cours de la rivière coule entièrement en zones forestières. La surface de la rivière est généralement gelée de la mi-décembre jusqu’à la fin mars.

## Géographie
La rivière Boullé prend sa source à l’embouchure du lac Brébant (longueur : 1,8 km ; altitude : 505 m) dans le canton de Boullé, dans le territoire non organisé de Baie-de-la-Bouteille.
L’embouchure de ce lac Brébant est située à 10,5 km au nord de la confluence de la rivière Boullé, à 45 km au nord du centre du village de Saint-Michel-des-Saints et à 94 km à l'ouest de la confluence de la rivière Matawin.
À partir de l’embouchure du lac Brébant, la rivière Boullé coule sur 18,0 km, selon les segments suivants :
- 2,3 km vers l’est, puis vers le sud, dans le canton de Boullé, en traversant le lac du Boule (longueur : 2,8 km ; altitude : 491 m) sur 1,9 km, jusqu’à l’embouchure ;
- 2,5 km vers le sud en traversant le lac du Verny (longueur : 0,8 km ; altitude : 488 m) sur sa pleine longueur, jusqu’à la limite du canton de Légaré ;
- 1,1 km vers le sud-ouest, jusqu’à la décharge du lac Devil (venant du sud-est) ;
- 3,4 km vers le sud-ouest, jusqu’à la décharge (venant du sud-est) des lac Héra et Doride ;
- 1,3 km vers le sud-ouest, jusqu’à la décharge des lacs Barbillon et Goose ;
- 1,6 km vers le sud-ouest, jusqu’à la décharge des lacs de la Passe, Florence et Roulin ;
- 1,6 km vers le sud, jusqu’à la limite du canton de Charland ;
- 4,2 km vers le sud-ouest, jusqu’à la confluence de la rivière[2].

La rivière Boullé se déverse dans le canton de Charland, dans un coude de rivière, sur la rive est de la rivière du Milieu.
La confluence de la rivière Boullé est située à :
- 32,3 km au nord-ouest du centre du village de Saint-Michel-des-Saints ;
- 43,1 km à l'ouest de l’embouchure du Réservoir Taureau ;
- 99 km à l'ouest de la confluence de la rivière Matawin.

## Toponymie
Le toponyme rivière Boullé a été officialisé le 5 décembre 1968 à la Commission de toponymie du Québec.